# 宮城県立西多賀支援学校
宮城県立西多賀支援学校（みやぎけんりつ にしたがしえんがっこう）は、宮城県仙台市太白区鈎取本町二丁目にある公立特別支援学校。仙台西多賀病院に併設されている関係上、病弱者を主たる教育対象としている。

## 概要
併設されている国立病院機構仙台西多賀病院が、児童福祉法に基づく指定医療機関（重症心身障害児委託病棟および進行性筋萎縮症児委託病棟）となっていることから、重症心身障害児や筋ジストロフィー児の受け入れが、病弱対象の特別支援学校の中では比較的多くみられる。

## 沿革
- 1954年（昭和29年） - 国立玉浦療養所私設養護学級が誕生。
- 1957年（昭和32年） - 岩沼町立玉浦小中学校矢野目分校となる（同年を創立年としている）。
- 1960年（昭和35年） - 仙台市立西多賀小中学校療養所分校となる。
- 1973年（昭和48年） - 宮城県立西多賀養護学校として開校。現在の校舎が完成する。
- 1978年（昭和53年） - 重度重複障害児の教育を開始する。
- 1994年（平成6年） - 高等部を設置する。
- 1999年（平成11年） - 宮城県立山元養護学校（当時）内に、山元分教室を開設。
- 2003年（平成15年） - こども病院分教室を設置する。
- 2005年（平成17年） - 国立病院機構宮城病院内に、宮城病院分教室を開設。
- 2006年（平成18年） - 山元分教室及び宮城病院分教室を宮城県立山元養護学校に併合。
- 2009年（平成21年） - 宮城県立西多賀支援学校に改称。
- 2015年（平成27年） - こども病院分教室を宮城県立拓桃支援学校へ移管。
- 2018年（平成30年） - 知的障害との重度重複障害のある児童生徒の受け入れを開始。

## 学部
- 小学部
- 中学部
- 高等部

## 分校・分教室
かつては、以下の分校・分教室が存在した。
- 山元分校 - 独立し、現在の宮城県立山元支援学校。 - 元は、当校の分校だったものが独立した学校となった経緯がある。国立病院機構宮城病院に併設され、現在は知的障害も教育対象（いわゆる「併置校」）としている。
- 山元分教室 - 宮城県立山元養護学校（当時）に併設。後に、山元養護学校に併合。
- こども病院分教室 - 宮城県立こども病院に併設。宮城県立拓桃支援学校に移管後、拓桃支援学校に併合。
- 宮城病院分教室 - 国立病院機構宮城病院に併設。後に、山元養護学校に併合。